# ادام نلسن
 ادام نلسن (انگلیسی: Adam Nelson؛ زادهٔ ۷ ژوئیهٔ ۱۹۷۵) یک ورزشکار اهل ایالات متحده آمریکا است.
از فیلم‌ها یا برنامه‌های تلویزیونی که وی در آن نقش داشته است می‌توان به رودخانه میستیک اشاره کرد.
وی در بازی‌های المپیک ۲ مدال و در مسابقات جهانی ۴ مدال کسب کرده‌است.